# Cratere Opal
Opal è un cratere sulla superficie di 2867 Šteins.